# Somvarpet
Somvarpet là một thị xã panchayat của quận Kodagu thuộc bang Karnataka, Ấn Độ.

## Địa lý
Somvarpet có vị trí 12°36′B 75°52′Đ / 12,6°B 75,87°Đ Nó có độ cao trung bình là 1027 mét (3369 feet).

## Nhân khẩu
Theo điều tra dân số năm 2001 của Ấn Độ, Somvarpet có dân số 7218 người. Phái nam chiếm 50% tổng số dân và phái nữ chiếm 50%. Somvarpet có tỷ lệ 75% biết đọc biết viết, cao hơn tỷ lệ trung bình toàn quốc là 59,5%: tỷ lệ cho phái nam là 80%, và tỷ lệ cho phái nữ là 70%. Tại Somvarpet, 12% dân số nhỏ hơn 6 tuổi.